# Зорин, Виславий Иванович
Висла́вий Ива́нович Зо́рин (11 апреля 1932, д. Караул, Даровский район, Кировская область, СССР — 24 августа 2014, Кинешма, Ивановская область, Россия) — советский и российский философ. Доктор философских наук, профессор. Создатель философских концепций софиогонии и биотехнической революции, разработчик концепции евразийской философии.

## Биография
Родился в 1932 году в деревне Караул Даровского районана Кировской области в крестьянской семье
В 1947 году вместе с родителями переехал на постоянное место жительства в Казахскую ССР в Алма-Ату.
В 1954 году окончил философский факультет Казахского государственного университета.
ЦК ЛКСМ Казахской ССР был направлен на целинные земли работать заведующим лекторской группой Северо-Казахстанского обкома ВЛКСМ. Затем в течение 6 лет работал директором и завучем в сельской средней школе.
С 1962—2003 годах преподавал и заведовал кафедрой философии в Казахском агротехническом университете имени С. Сейфуллина.
В 1969 году защитил диссертацию на соискание учёной степени кандидата философских наук по теме «Формирование сельскохозяйственного рабочего класса и изменение его социальной структуры в период перехода от социализма к коммунизму: (На материалах совхозов Казахской ССР)».
В 1977 году на философском факультете МГУ имени М. В. Ломоносова защитил диссертацию на соискание учёной степени доктора философских наук по теме «Научно-техническая революция в сельском хозяйстве и изменения в социальной структуре аграрного отряда советского рабочего класса». В научной работе рассматривались социально-философские вопросы биотехнической революции в сельском хозяйстве, которое было представлено в качестве важнейшей составляющей глобальной информационно-биотехнологической революции. Одним из оппонентов выступал известный философ академик И. Т. Фролов. Учёный Совет МГУ и следом ВАК СССР в своих заключениях отметили, что предложенная Зориным концепция биотехнической революции является новым направлением в социально-экономических науках. Основные методологические положения концепции биотехнической революции были опубликованы в журнале «Вопросы философии»: 1975, № 2; 1980, № 8; в материалах Всемирных социологических конгрессов: 1976 г, Торунь (Польша);, 1978, г. Упсала (Швеция) и др.; в монографиях «Проблемы научно-технической революции в сельском хозяйстве», Целиноград, 1973; «Аграрное производство в период научно-технической революции». Алматы, 1975; «Философские и социальные проблемы сельскохозяйственной деятельности». Акмола, 1994; «Стань мудрым, богатым и счастливым». Астана, 1998.).
В 1980 году получил персональное приглашение на V Всемирный конгресс сельских социологов.
В 1985 году способствовал созданию при Целиноградском государственном сельскохозяйственном институте биотехнологического центра.
В 1996 году избран действительным членом Академии гуманитарных наук Казахстана.
С 2003 года профессор кафедры гуманитарных и социальных наук Кинешемского филиала Московского государственного индустриального университета. При кафедре работает «Академия Мудрости», где принимают участие преподаватели и студенты, учителя школ и колледжей, а также приглашаются жители Кинешмы и других регионов страны интересующиеся вопросами философии, граждане и учёные иностранных государств.
Член редакционного совета электронного альманаха «Ноосфера XXI века».
Подготовил к защите 11 кандидатов наук.
Член Советской социологической ассоциации.

## Научная деятельность
С середины 1980-х годов занимается исследованием проблем мудрости и духовного возрождения человека. С этой целью 26 февраля 1986 года создаёт Акмолинский философский клуб «Мыслитель», а при нём «Академию Мудрости», где наряду с ежемесячными обсуждениями важнейших вопросов мудрости проводились научные конференции и симпозиумы. С 1988 по 2002 годы «Академией Мудрости» подготовлены и проведены четыре Всесоюзных и столько же Международных научных конференций с последующей публикацией материалов.
Исследуя «любви к мудрости» как сокровенный смыслогенетический стержень бытия человека и сущности первородной философии В. И. Зорин разработал собственную философскую концепцию — софиогонию. Она представляет собой учение о природе мудрости, путях и способах её познания и началах укоренения мудрости в жизни человека и общества, а также о закономерностях перехода от ноосферы к софиосфере и возникновению цивилизации мудрости.
Начиная с 2000 года им обосновывается концепция о существовании в сердцевине евразийской культуры особой течения мировой философии — евразийской философии.

## Награды
- Медаль «За освоение целинных земель».[1]
- Почётное звание «Заслуженный деятель науки и образования РАЕ».[1]

## Научные труды

### Монографии
Автор 27 монографий и более 200 статей по разным направлениям философии, в том числе в журналах в «Вопросы философии» и в «Философских науках».
- Зорин В. И. Сельскохозяйственный рабочий класс Казахстана: формирование, развитие, социальные изменения. — Алма-Ата: Казахстан, 1972. — 168 с. — 10 500 экз. Архивировано 22 августа 2016 года.
- Зорин В. И. Проблемы научно-технической революции в сельском хозяйстве: (На материалах Северного Казахстана) : Лекции для аспирантов и студентов ст. курсов / Науч. ред. канд. техн. наук, доц. О. Т. Лебедев ; М-во сел. хоз-ва СССР. — Целиноград: Целиногр. с.-х. ин-т, 1973. — 116 с.
- Зорин В. И. Аграрное производство в условиях научно-технической революции. — Алма-Ата: Кайнар, 1975. — 159 с.
- Зорин В. И., Гривенная В. К., Басов В. А., Шляхтич Т. Г. Освоение целинных земель и социально-экономическое развитие Казахстана. — Алма-Ата : О-во «Знание» КазССР, 1984. — 23 с.
- Зорин В. И. Биотехнология и Продовольственная программа в Казахстане. — Алма-Ата.: О-во «Знание» КазССР, 1986. — 31, [1] с.
- Зорин В. И. Философские и социальные проблемы сельскохозяйственной деятельности. — Акмола: Мыслитель, 1994. — 263 с.
- Зорин В. И. Пути восхождения к мудрости : Хрестоматия-антология / Акмол. филос. клуб «Мыслитель»; Идея, концепция и ред. кн. — Зорина В. И., д-ра филос. наук, проф. — Акмола, 1997. — 387 с. : ил. ISBN 5-7667-2489-6
- Зорин В. И. Введение в евразийскую философию. — Астана : Акпол, 2001. — 247 с. : ил., портр. ISBN 5-7667-9645-5
- Зорин В. И. Евразийская мудрость от А до Я: философский толковый словарь. — Алматы: Создік-Словарь, 2002. — 407 с. — ISBN 5-7667-8678-6. (недоступная ссылка)
- Зорин В. И., Тепикина З. А. , Тепикин В. В. Ноосфера или софиосфера? (Теория трансформации). — М.:МГИУ, 2004. — 38 с.
- Коченов В. Г., Зорин В. И. Диалоги о мудрости. — Астана : [б. и.], 2005. — 106, [1] с. ISBN 9965-646-68-6
- Коченов В. Г., Зорин В. И. Ренессанс мудрости. — Астана : [б. и.], 2006. — 302 с. ISBN 9965-646-68-6
- Зорин В. И. Жизнь как проявление мудрости. — Иваново: Новая Иван. газ., 2006. — 254 с. — 300 экз. — ISBN 5-98688-035-4.
- Зорин В. И., Коченов В. Г. Евразийская философия  мудрости. В 2 т.. — Астана, 2007. — Т. 1. — 254 с.
- Зорин В. И., Коченов В. Г. Евразийская философия  мудрости. В 2 т.. — Астана, 2007. — Т. 2. — 314 с.
- Зорин В. И. Софиогония: кто ты, Человек? — Иваново: Референт, 2008. — 186 с.
- Зорин В. И. Мудрость — из прошлого в настоящее, чтобы иметь будущее/ Всемир. философ. форум. Греция, Афины. Октябрь, 2010 — Б/м, 2010. — 20с.

### Учебные пособия
- Зорин В. И., Зарипова И. А. Мудрость — любовь моя : Эксперим. учеб. пособие по философии для обучающихся в вузах, сред. учеб. заведениях, шк., для всех любознательных / Акмол. филос. клуб "Мыслитель". — Акмола: Жана арка, 1996. — 167 с. — 2000 экз. — ISBN 5-7667-2835-2.
- Зорин В. И. Стань мудрым, богатым и счастливым : Учеб.-метод. пособие к спецкурсам по пробл. мудрости / Филос. клуб "Мыслитель". — Астана, 1998. — 163 с. — 500 экз. — ISBN 5-7667-2490-X.

### Статьи
- Зорин В. И., Гривенная В. К. Социально-профессиональная структура сельскохозяйственной интеллигенции и тенденции её развития в условиях научно-технической революции // Научные доклады высшей школы. Философские науки. — 1973. — Вып. 2. — С. 62—71.
- Зорин В. И. Структура материальной и технической базы сельского хозяйства в условиях биотехнической революции // Научные доклады высшей школы. Философские науки. — 1974. — № 3. — С. 125—129.
- Зорин В. И. Методологические проблемы биотехнической революции // Вопросы философии. — 1975. — № 2. — С. 54—62.
- Зорин В. И. Биотехническая революция в сельском хозяйстве // Вопросы философии. — 1980. — № 8.
- Зорин В. И. НТР и преобразование технологического способа аграрного производства // Вопросы философии. — 1980. — № 8. — С. 52—59.
- Зорин В. И., Гривенная В. К. Некоторые вопросы формирования и развития сельскохозяйственной интеллигенции Казахстана // Научные доклады высшей школы. Научный коммунизм. — 1978. — № 2. — С. 66—73.
- Зорин В. И. Ноосфера или софиосфера? // Успехи современного естествознания. — 2004. — № 9. — С. 44—46. — ISSN 1681-7494. Архивировано 1 апреля 2014 года.

### Научная редакция
- Крестьянин — хозяин: возможен ли? : Тез. выступлений : [Всесоюз. науч. конф. / Редкол.: Зорин В. И. (отв. ред.) и др.]. / ВАСХНИЛ, Целиногр. обл. агропром. ком., Целиногр. с.-х. ин-т, Целиногр. филос. клуб «Мыслитель»— Целиноград : Б. и., 1990. — 297 с.
- Проблемность как форма развития культуры : Тез. выступлений [на Всесоюз. науч. конф., 24-25 окт. 1989 г. / Редкол.: Зорин В. И. (отв. ред.) и др.]. / Всесоюз. Дом полит. просвещения при ЦК КПСС, Дом полит. просвещения Целиногр. обкома Компартии Казахстана, Целиногр. с.-х. ин-т, Целиногр. отд-ние ФО СССР, Филос. клуб «Мыслитель». — Целиноград : Б. и., 1989. — 438 с.
- Формирование творческого мышления в условиях перестройки : [Материалы конф., 10-11 июня 1988 г. / Редкол.: Зорин В. И. (отв. ред.) и др.]. / Дом полит. просвещения Целиногр. обкома Компартии Казахстана, Целиногр. обком ЛКСМ Казахстана, Всесоюз. секция теории и методол. творчества ФО СССР, Целиногр. отд-ние ФО СССР, Филос. клуб «Мыслитель». — Целиноград : Б. и., 1988. — 115,[1] с.